# Clariallabes longicauda
Clariallabes longicauda is een straalvinnige vissensoort uit de familie van de kieuwzakmeervallen (Clariidae). De wetenschappelijke naam van de soort is voor het eerst geldig gepubliceerd in 1902 door Boulenger.